# Champ de roches
Le Champ de roches est un chaos rocheux situé dans les  Vosges sur le territoire de la commune de Barbey-Seroux, à proximité du col des Arrentès  entre la vallée du Neuné et celle de la Vologne.
L'amas rocheux est pour l'essentiel composé de granites et, dans une moindre mesure, de grès et des gneiss.

## Description
Le chaos prend la forme d'une "rivière" de roches de 400 mètres de longueur et de 40 mètres de largeur. La profondeur du dépôt, de l'ordre de 7 à 8 mètres de profondeur, explique l'absence d'arbres au sein de ce site malgré sa localisation en pleine forêt. Un sentier de randonnée permet d'en effectuer le tour.

## Origine
La formation du chaos granitique résulterait du dépôt morainique d'un glacier de l'ère quaternaire se contractant au cours d'une phase de réchauffement. L'absence de traces de frottement sur les roches, au demeurant sensiblement de mêmes tailles, reste toutefois inexpliquée.

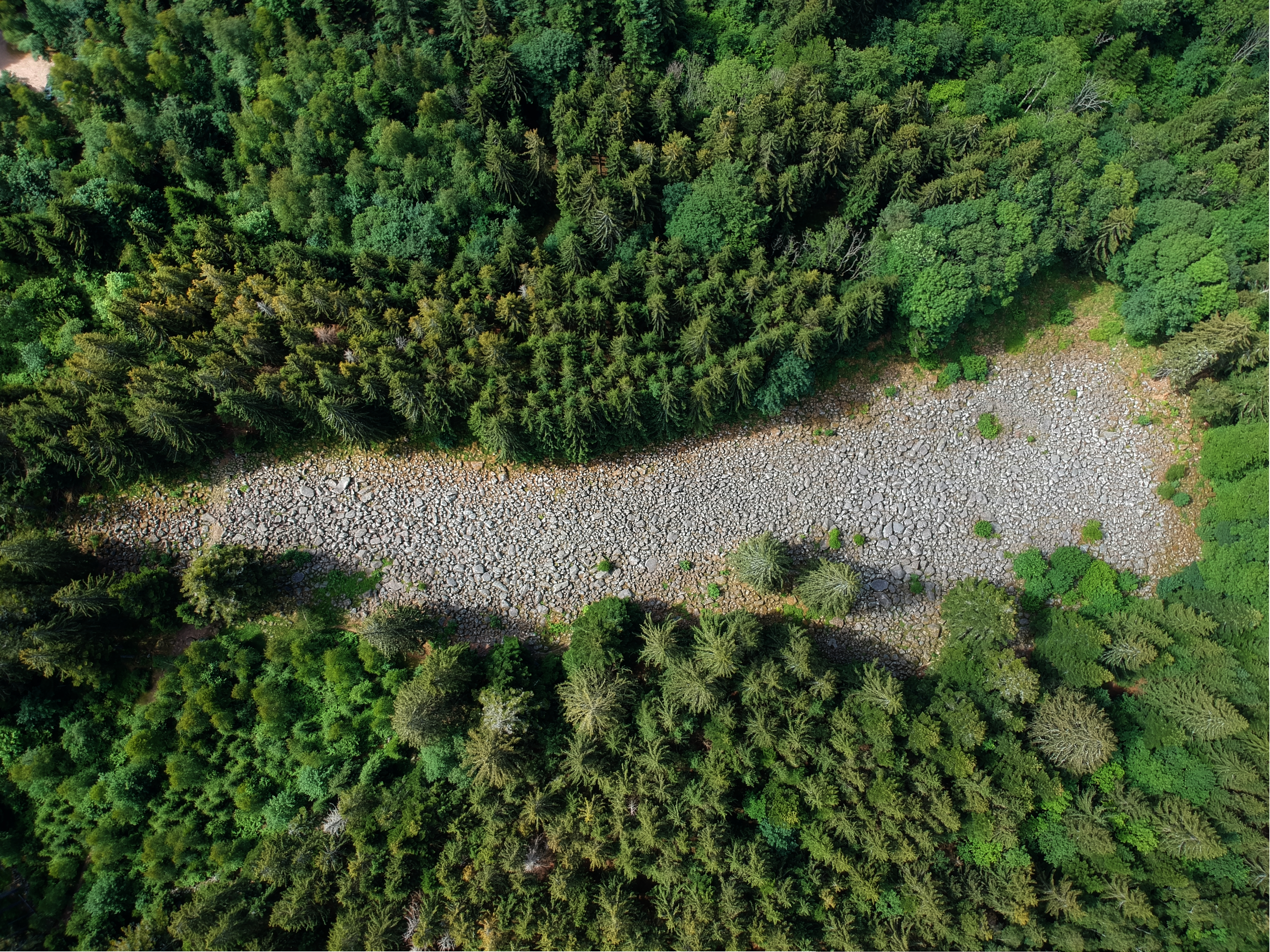
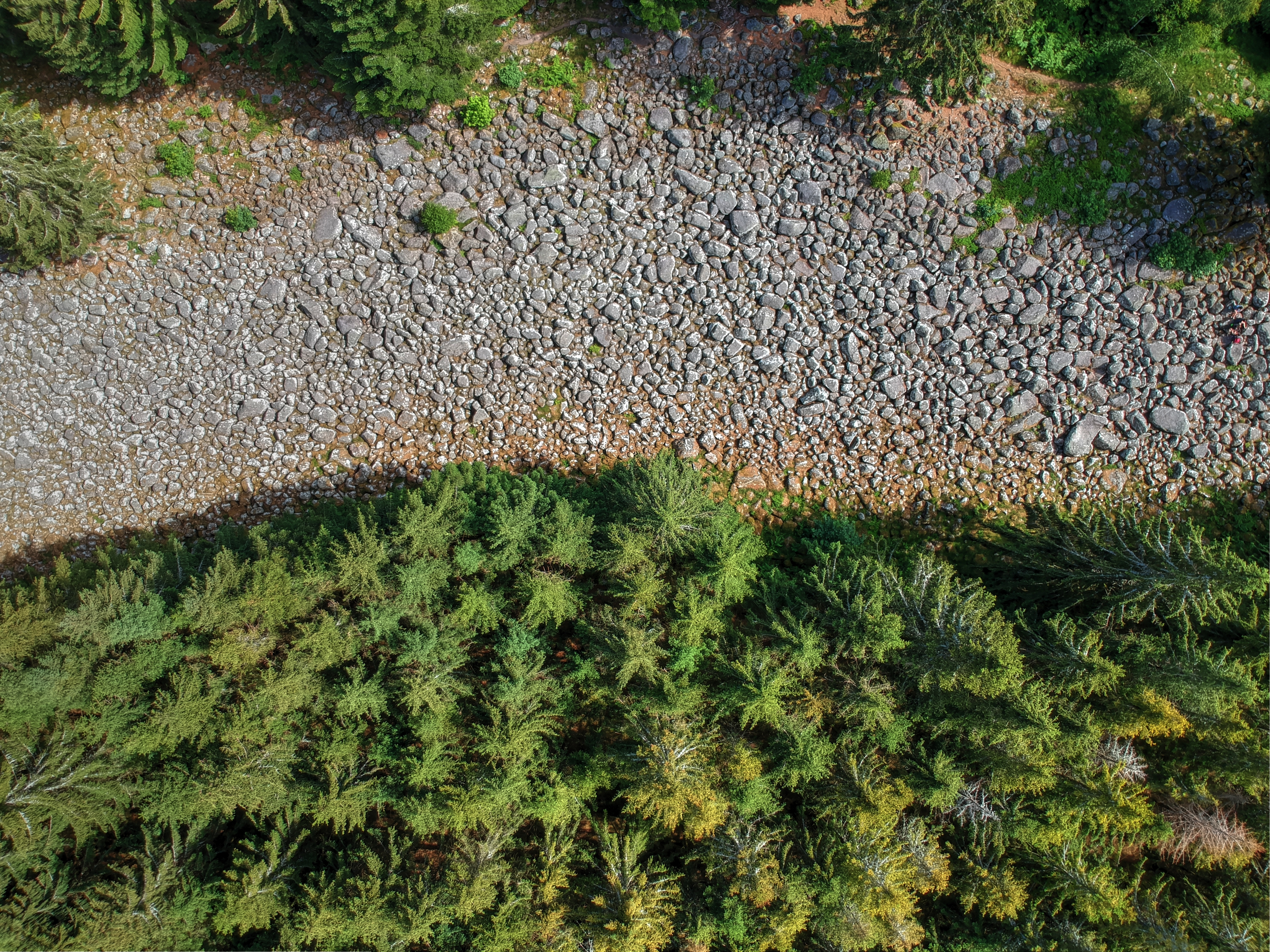
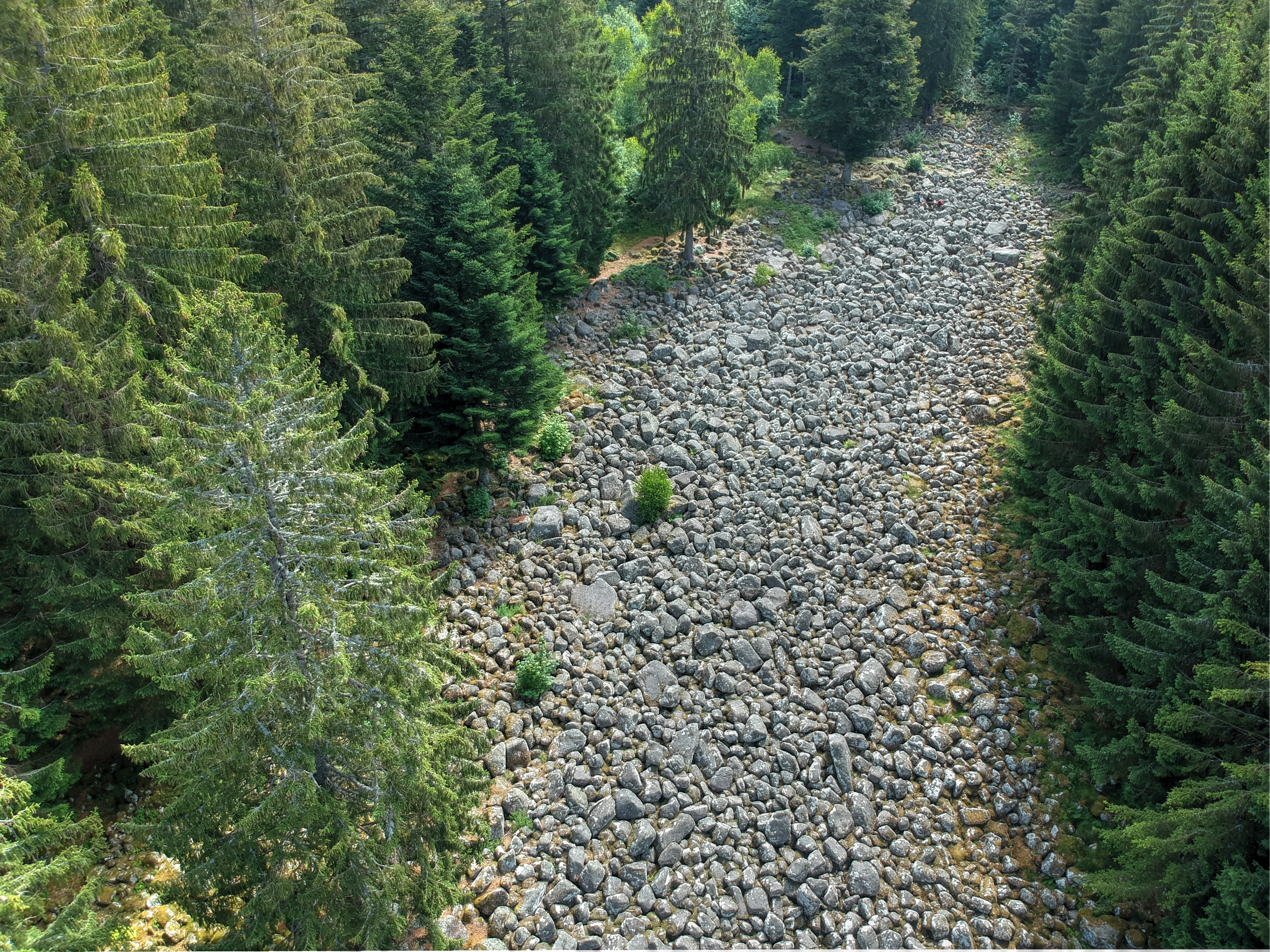
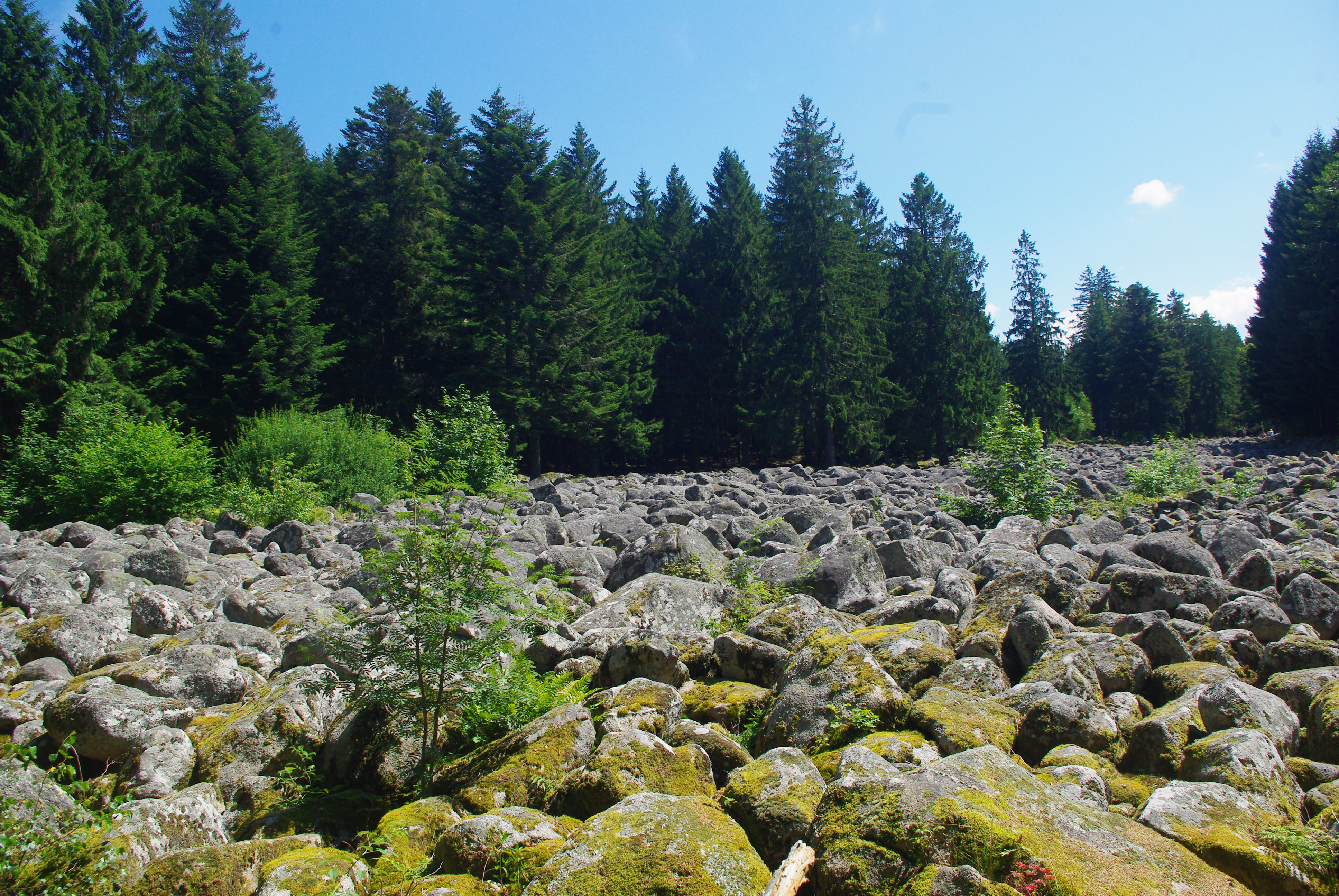
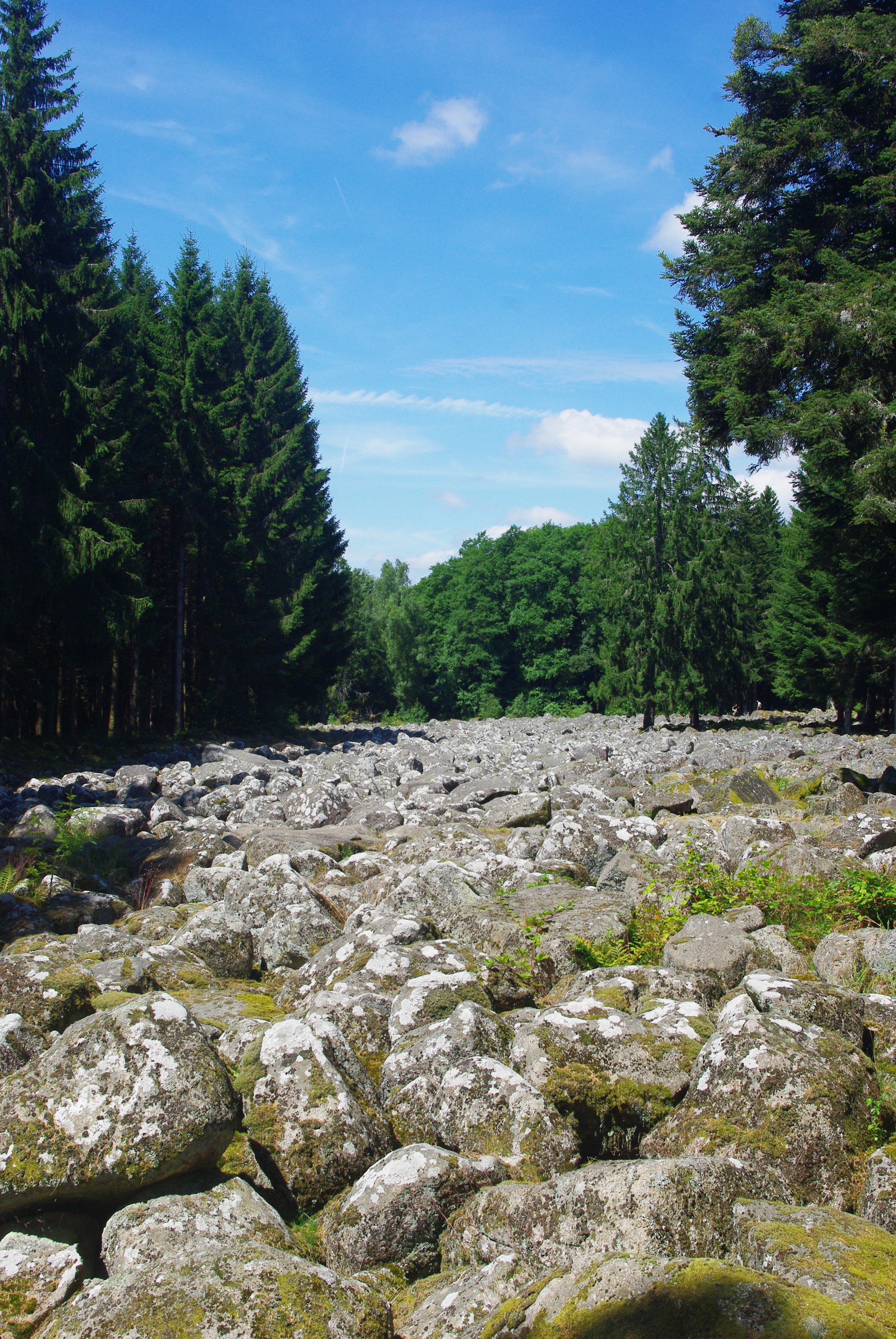